# Estação Simón Bolívar (Metrorrey)
A Estação Simón Bolívar é uma das estações do Metrorrey, situada em Monterrei, entre a Estação Mitras e a Estação Hospital. Administrada pela STC Metrorrey, faz parte da Linha 1.
Foi inaugurada em 25 de abril de 1991. Localiza-se no cruzamento da Avenida Simón Bolívar com a Rua Tehuaca. Atende os bairros Mitras Centro, Leones, Talleres e Pedro Lozano.